# Тайон, Луи-Оливье
Луи-Оливье Тайон (фр. Louis-Olivier Taillon; 26 сентября 1840 — 25 апреля 1923) — канадский политик и юрист. Премьер-министр Квебека (1887, 1892—1896). Генеральный почтмейстер Канады (1896).

## Биография
Родился в 1840 году в Тербоне в семье фермера Эме Тайона (фр. Aimé Taillon) и Жозефты Даунаи (фр. Josephte Daunais). В 1875 году женился на Жоржиане Аршамбо (фр. Georgiana Archambault). В январе 1876 года она умерла после родов, ребёнок также скончался.
25 января 1887 года 7-й премьер-министр Квебека Джон Росс подал в отставку, и Тайон, как председатель Законодательного собрания и генеральный прокурор, принял на себя полномочия главы правительства провинции на четыре дня, до 29 января.
В 1887—1890 годах был лидером Консервативной партии Квебека, находившейся в оппозиции. Проиграл на выборах 1890 года и потерял место в Законодательном собрании Квебека.
После поражения работал юристом. 16 декабря 1891 года Оноре Мерсье был отстранён от должности 9-го премьер-министра, а Тайон получил предложение стать министром без портфеля в правительстве Шарля Буше де Бушервиля. Вскоре Буше де Бушервиль подал в отставку, а Тайон стал его преемником на посту главы правительства. В 1894—1896 он одновременно занимал пост провинциального казначея (министра финансов) Квебека.
В 1896 году он ушёл в отставку с поста премьер-министра Квебека, став Генеральный почтмейстером Канады в консервативном правительстве Чарльза Таппера, пробыв в должности с мая по июль. На федеральных выборах 1896 и 1900 годов Консервативная партия потерпела поражение, и он не смог войти в правительство. В 1916 году был удостоен титула рыцаря-бакалавра.
В 1920 году Тайон потерял зрение. Умер в 1923 году.

### Комментарии
1. ↑  Несмотря на поражение на выборах 1886 года, Джон Росс[англ.] оставался главой правительства меньшинства. Из-за давления он был вынужден уйти в отставку.
2. ↑  16 декабря 1891 года лейтенант-губернатор Огюст-Реаль Анже[фр.] добился отстранения Оноре Мерсье из-за скандала с растратой общественных фондов.